# ألفارو سيلفا (عداء سريع)
ألفارو سيلفا (بالبرتغالية: Álvaro Silva‏) هو عداء سريع برتغالي، ولد في 21 أبريل 1965 في لشبونة في البرتغال.

## وصلات خارجية
- ألفارو سيلفا على موقع الاتحاد الدولي لألعاب القوى (الإنجليزية)
- ألفارو سيلفا على موقع الاتحاد الأوروبي لألعاب القوى (الإنجليزية)
- ألفارو سيلفا على موقع أوليمبيديا (الإنجليزية)